# Syrmoptera melanomitra
Syrmoptera melanomitra är en fjärilsart som beskrevs av Karsch 1895. Syrmoptera melanomitra ingår i släktet Syrmoptera och familjen juvelvingar. Inga underarter finns listade i Catalogue of Life.

## Bildgalleri

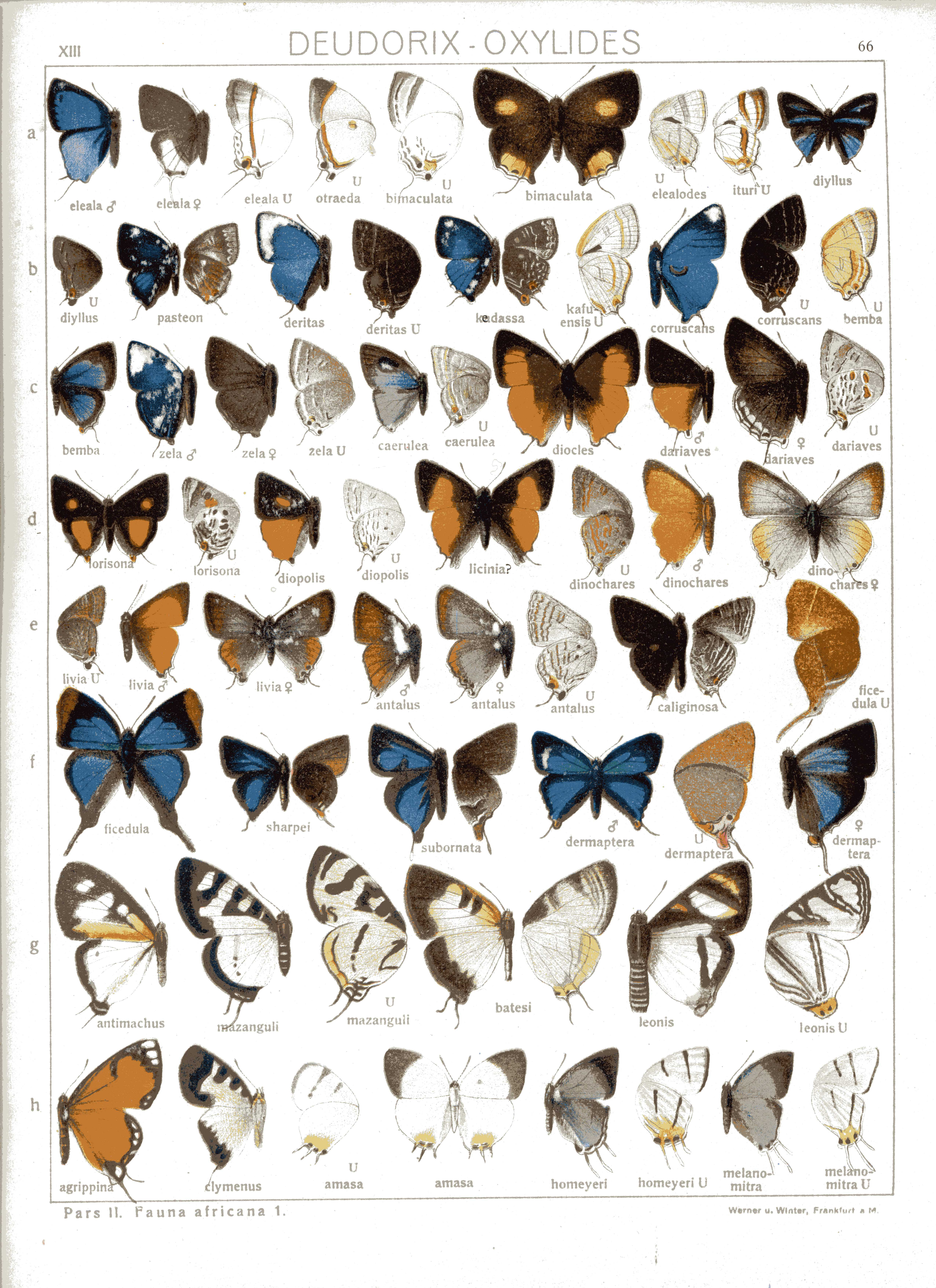
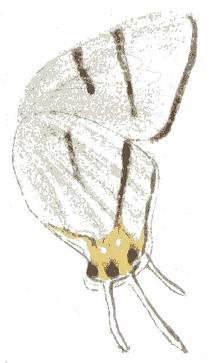